# Церковь Преображения Господня (Нерехта)
Церковь Преображения Господня в Нерехте — православная церковь, построенная в 1787—1791 гг. в городе Нерехта Костромской области России. Автор проекта — архитектор С. А. Воротилов.
https://t.me/xramnerekhta

## История храма
Двухэтажная каменная церковь Преображения была построена в 1787—1791 гг. по проекту архитектора Степана Андреевича Воротилова на месте также двухэтажной каменной Ильинской церкви, сильно повреждённой пожаром 1785 г.

## Архитектура
Необычный для православных культовых зданий план церкви имеет форму вытянутого по продольной оси прямоугольника с плавно скруглёнными углами и обогащён лёгкими ризалитами на продольных и торцовых фасадах. Над кровлей, объединяющей нерасчлененный двухэтажный объём, возвышается одноглавый восьмерик храма, завершённый гранёным куполом, и лёгкий четверик верхнего яруса колокольни с крутой барочной кровлей, несущей четырёхгранный барабан с высоким шпилем.